# Pink Moon
| Recensione                        | Giudizio         |
| --------------------------------- | ---------------- |
| AllMusic                          | [ 2 ]            |
| Pitchfork                         | [ 3 ]            |
| The New Rolling Stone Album Guide | [ 4 ]            |
| Sputnikmusic                      | 5.0 (Classic)    |
| Piero Scaruffi                    | [ 6 ]            |
| Ondarock                          | (Pietra miliare) |
| Dizionario del Pop-Rock           | [ 8 ]            |
| 24.000 dischi                     | [ 9 ]            |
| Storia della musica               | [ 10 ]           |

Pink Moon è il terzo e ultimo album del cantautore inglese Nick Drake, pubblicato il 25 febbraio del 1972.

## Il disco
Eccetto alcune note di pianoforte sulla prima traccia, l'unico strumento presente nell'album è una chitarra acustica: tale scelta radicale fu dell'autore, insoddisfatto degli arrangiamenti presenti sui suoi due album precedenti. Il tecnico delle registrazioni John Wood ha raccontato che Drake incise tutte le canzoni in diretta, suonando e cantando contemporaneamente, quasi sempre completandole in una sola take; l'intero album fu registrato in sole due notti.
L'album, della durata di appena 28 minuti, fu l'ultima pubblicazione ufficiale a nome dell'artista prima della sua morte avvenuta circa due anni dopo, il 25 novembre del 1974. Pochi mesi prima di morire, Drake incise – sempre accompagnandosi con la sola chitarra – altri cinque brani destinati ad un ipotetico nuovo disco e pubblicati postumi su due raccolte: Time Of No Reply (1986) e Made to Love Magic (2004).

## Tracce
Testi e musiche di Nick Drake.
Lato A
1. Pink Moon – 2:00
2. Place to Be – 2:39
3. Road – 1:58
4. Which Will – 2:56
5. Horn – 1:19
6. Things Behind the Sun – 3:23

Lato B
1. Know – 2:23
2. Parasite – 3:30
3. Free Ride – 2:57
4. Harvest Breed – 1:00
5. From the Morning – 2:25

## Musicisti
- Nick Drake – voce, chitarra acustica, pianoforte (traccia: A1)

Note aggiuntive
- John Wood – ingegnere del suono,[13] produzione[14]
- Michael Trevithick – illustrazione di copertina[13]
- Keith Morris – fotografia interno copertina[13]
- Registrazioni effettuate al Sound Techniques di Londra, ottobre 1971[15]